# Тёмный дом
«Тёмный дом» (англ. Dark House) — фильм ужасов американского режиссёра Дэрина Скотта. Премьера фильма состоялось 19 апреля 2009 года на съезде Fangoria’s Weekend of Horrors. Главные роли сыграли Меган Ори, Джеффри Комбс, Дайан Сэллинджер, Мэтт Коэн и Бевин Принс. В США фильм вышел в ограниченном прокате 30 июля 2010 года пробыл всего неделю в кинотеатрах затем вышел в видео по запросу, позже был выпущен на DVD 28 сентября 2010 года.
Фильм был снят за 18 дней в Канога-Парк, пригороде Лос-Анджелеса, штат Калифорния.

## Сюжет
Где-то в конце 90-х годов, в небольшом американском городке случается трагедия: Джанет Дарроуд, устроившая в своём коттедже сиротский приют, убила всех своих подопечных и совершила самоубийство. Тела погибших обнаружила маленькая девочка Клэр, и на её психике это оставляет неизгладимое впечатление.
Далее действие фильма переносится на некоторое время вперёд. Эксцентричный предприниматель Уолстон Рэй приглашает группу начинающих актёров в свой новый аттракцион: «Тёмный дом», то самое место, где происходили убийства. Случай с детьми Рэй использует для раскрутки своего шоу, которое включает в себя уникальные голографические модели различных демонов, призраков и маньяков, задачей которых является напугать посетителей. Также по дому расположены сенсоры, которые реагируют на страх. Актёры должны взаимодействовать с моделями, имитируя сцены убийств и пыток. Среди участников жуткого представления оказывается и повзрослевшая Клэр, которая долгое время сидит на антидепрессантах. Во время экскурсии по дому она видит призраков Джанет и сирот.
Голограммы в доме контролирует суперкомпьютер, находящийся в подвале. Призрак Джанет Дарроуд захватывает систему компьютера, вследствие чего трёхмерные модели становятся настоящими.
Рэй также приглашает парочку репортёров, Паулу и её коллегу Рида, чтобы впечатлить их и впоследствии получить статью в газете о своём аттракционе. В роли гида по дому ужасов выступает Клэр. Репортёры впечатлены, но вскоре всё начинает идти не по плану:
- Мортон (главный помощник Рэя), изображающий экзорциста, гибнет от рук демона, которого он пытается изгнать.
- Голограмма в виде безумного учёного выплескивает в лицо Риду кислоту, в результате чего он умирает на руках Клэр.
- Паула пытается сбежать из дома, но спускаясь по лестнице на первый этаж падает со ступенек вниз и ломает себе шею.
- Актёр-аниматор Брюс, который играл роль палача, сам оказался на месте жертвы и был заперт в железной деве. Судьбу пленника решал жест большого пальца, однако голографический убийца казнил Брюса несмотря на просьбы других актёров.
- Модель в виде рыцаря-крестоносца нападает на Элдона и отрывает ему голову ударом булавы.
- Креативный директор Саманта, работающая на Уолстона, вместе с актрисой Ариэль оказываются запертыми в ванной комнате. Внезапно появившийся призрак ребёнка-сироты убивает их ядовитым зелёным газом.

Оставшиеся в живых Уолстон Рэй, Клэр и её друзья Руди и Лили пытаются отключить голограммы, однако обнаруживают, что подвал, в котором находится пульт управления, заперт. Рэй подозревает во всём своего технического специалиста Харриса (который к тому времени уже мёртв). Он также вспоминает, что на втором этаже находится панель электропитания, отключив которую, они лишат дом электричества и отключат тем самым голограммы. По пути Клэр объясняет друзьям, что посетить «Тёмный дом» её уговорил психотерапевт, так как это избавило бы её от ночных кошмаров, и для этого она уговорила всех наняться на работу аниматорами. Руди говорит, что она не виновна в гибели остальных, в то время как Лили проклинает её.
Руди добровольно соглашается добраться до панели, расположенной в конце длинного коридора, в котором по сценарию шоу должен появляться клоун-маньяк. Руди вскрывает перочинным ножом распределительный щиток, но клоун бросает ему в спину топор. Смертельно раненному Руди удаётся из последних сил вырвать красный провод и обесточить дом.
Троица выживших остаётся в темноте. Клэр вместе с Уолстоном спускаются на первый этаж; Лили бродит по тёмным коридорам в поисках выхода на чердак, чтобы выбраться наружу через окно, но сначала натыкается на труп Мортона, а затем её убивает выстрелами из винтовки голограмма в виде солдата-зомби. Включается аварийный электрогенератор и появившиеся модели зомби хватают Рэя и утаскивают его, Клэр же удаётся попасть в подвал и окончательно отключить голограммы.
Главная героиня сталкивается один на один со своими страхами и узнаёт историю дома: мисс Дарроуд была фанатично набожной женщиной, которая наказывала сирот за любую провинность плетью. На чердаке Клэр встречается с Дарроуд: та убеждена, что была проклята из-за того, что дала девушке уйти из дома живой много лет назад. Страдающая от амнезии Клэр вспоминает, что она была одной из сирот на попечении Джанет, и именно она убедила остальных сжечь Библии в печке дома, восстав таким образом против своего опекуна. Та, в свою очередь, убивает детей кухонным ножом и в шоке от совершённого, совершает суицид.
Подоспевший наряд полиции, обнаружив единственную выжившую, арестовывает её. Девушка оказывается в психиатрической клинике, по мнению полиции именно она совершила массовые убийства в доме.
В эпилоге фильма, повзрослевшая девочка из начала фильма, которая обнаружила тела, возвращается в дом вместе со своим парнем Грегом. Она рассказывает, что как и у Клэр, у неё были кошмары об этом месте, но теперь они прошли. Внезапно двери и окна закрываются, за кадром слышны крики пары. Затем нам показывают Клэр, сидящую в комнате, обитой войлоком, и одетую в смирительную рубашку, которая в припадке кричит «ОНА ВСЁ ЕЩЁ ЗДЕСЬ».

## В ролях
| Актёр                | Роль                             |
| -------------------- | -------------------------------- |
| Меган Ори            | студентка и актриса Клэр Томпсон |
| Джеффри Комбс        | предприниматель Уолстон Рэй      |
| Дайан Сэллинджер     | призрак мисс Джанет Дарроуд      |
| Мэтт Коэн            | начинающий актёр Руди            |
| Бевин Принс          | начинающая актриса Ариэль        |
| Дэнсо Гордон         | начинающий актёр Элдон           |
| Шелли Коул           | начинающая актриса Лили          |
| Эрин Каммингс        | репортёр Паула Кларк             |
| Йен Рид Кеслер       | репортёр Рид                     |
| Райан Меландер       | начинающий актёр Брюс            |
| Меган Морин Макдонаф | креативный директор Саманта      |
| Скотт Уайт           | правая рука Рэя Мортон           |
| Р. А. Михайлофф      | Жестокий Мясник (голограмма)     |
| Хейли Пуллос         | черноволосая девочка             |
| Аннализа Бассо       | рыжая девочка                    |
| Ричард Чавез         | офицер полиции Джонс             |
| Анджела Готс         | девушка в конце фильма           |
| Майкл Копон          | парень в конце фильма Грег       |
| Феликс Вишес         | жертва мясника (голограмма)      |

## Критика
Фильм получил смешанные отзывы. На сайте Rotten Tomatoes его рейтинг составил 2.4/5, при этом он понравился 20 % зрителей.
Газета Dallas News сравнила фильм по уровню ужаса с «Treehouse of Horror», эпизодами мультсериала «Симпсоны», выпускаемыми традиционно на Хэллоуин. На сайте Shock Till You Drop фильм приняли неоднозначно, назвав его «спутанным» (англ. confused).
В свою очередь, Скотт Вайнберг с сайта FEARnet, посвящённому фильмам ужасов, отметил, что в фильме «было достаточно хороших моментов и идей, а также некоторых сюжетных поворотов, которые держат в напряжении весь фильм».

## Интересные факты
- Мэтт Коэн и Дэнсо Гордон ранее вместе играли главные роли в телесериале «Юг нигде».
- Порноактриса Феликс Вишес появилась в качестве камео в роли отрезанной мясником головы, молящей о помощи.